# 平扎納門

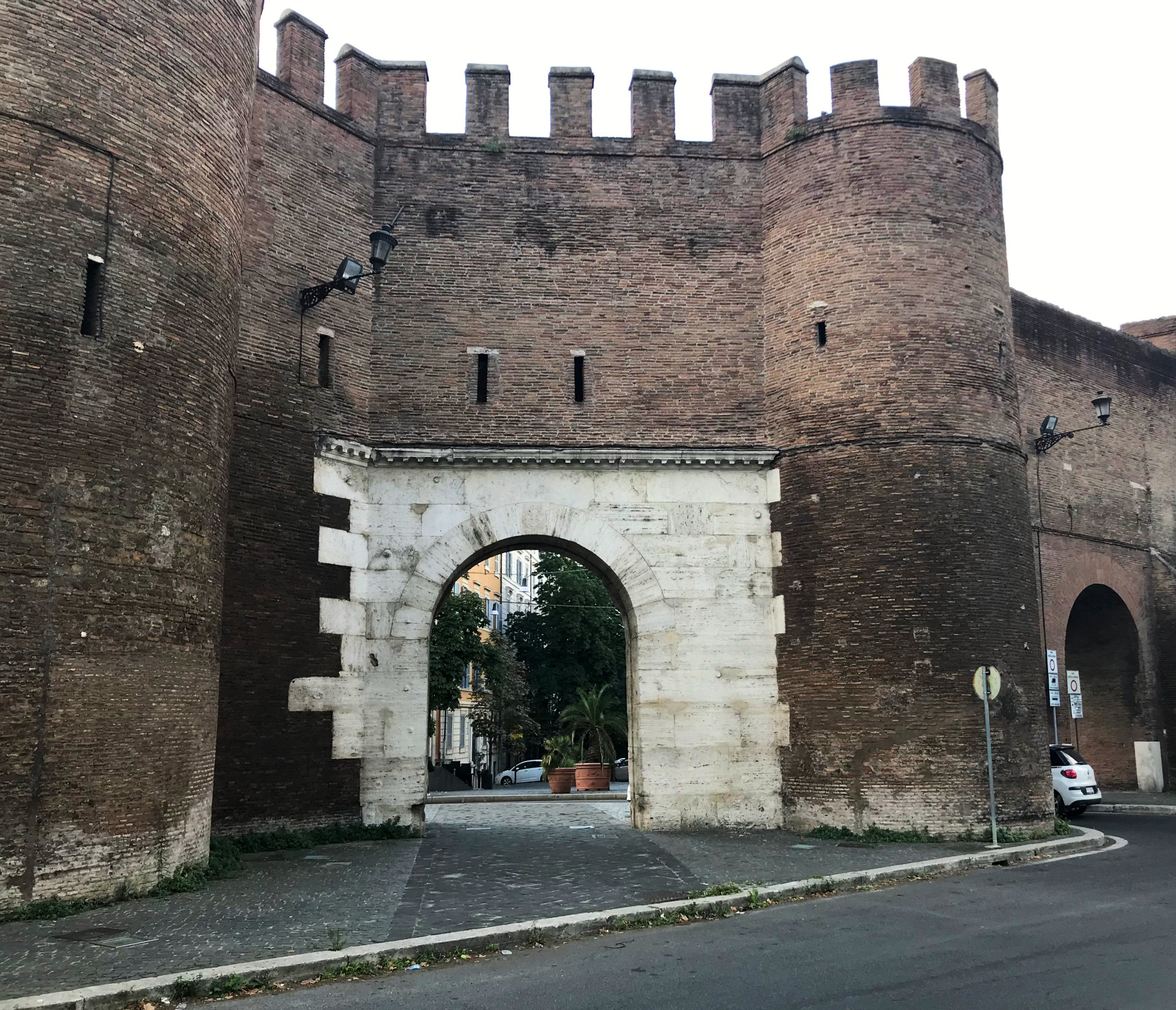

平扎納門（Porta Pinciana）是羅馬奧勒良城牆的城門之一。這個城門的名字來自於同名山丘蘋丘。城門大概修建於5世紀初的弗拉維烏斯·奧古斯都·霍諾留統治時期。